# Hugo Brizuela
Hugo Brizuela (8 de febrer de 1969) és un exfutbolista paraguaià.

## Selecció del Paraguai
Va formar part de l'equip paraguaià a la Copa del Món de 1998.